# Jonathan Fisher (padre)
Jonathan Parker Fisher foi arquidiácono de Barnstaple durante 1805; ele foi mais tarde deão da Catedral de Exeter.
Ingressou na University College, Oxford  em 1774, aos 16 anos, obtendo BA (1778), MA (1780), BD (1802) e DD (1807).  Reitor de Farringdon, Devonshire, em 1905, sub-decano e cânon residente de Exeter em 1807, até sua morte em 1 de agosto de 1838. Irmão de John Parker, Bispo de Salisbury.